# Edvaldo Valério
Edvaldo Valério da Silva Filho (Salvador, 13 aprile 1978) è un ex nuotatore brasiliano.
Specializzato nello stile libero, ha vinto una medaglia di bronzo nella staffetta 4x100m sl alle Olimpiadi di Sydney 2000.

## Palmarès
- Olimpiadi

Sydney 2000: bronzo nella staffetta 4x100m sl.